# قطعنامه ۱۲۵۱ شورای امنیت
قطعنامه ۱۲۵۱ شورای امنیت سازمان ملل متحد که در تاریخ ۲۹ ژوئن ۱۹۹۹ تصویب شد، سندی بین‌المللی دربارهٔ بررسی وضعیت قبرس است. این قطعنامه طی نشست ۴۰۱۸، با ۱۵ رای موافق، ۰ مخالف و ۰ ممتنع تصویب شد.